# 차승환
차승환(車承煥, 초기 예명은 신문지(申文志), 1973년 11월 7일 ~ )은 대한민국의 개그맨 겸 연극배우이자 연예기획자이다.

## 이력
본관은 연안(延安)이고 충청남도 대전 출생이며 서울에서 성장한 그는 1994년 연극배우 첫 데뷔를 하였고 3년 후 1997년 MBC 문화방송 8기 공채 개그맨으로 정식 데뷔하였다. 차플린이라는 닉네임으로도 유명한 그는 축구 해설가 신문선을 패러디한 신문지, 배우 겸 가수 하리수를 패러디한 허리수 캐릭터로 유명하다.
그는 1994년 미스코리아 미 출신의 방송MC 및 연기자이며 연극배우 김예분과 2013년 3월 16일 결혼하였다.

## 소속
- 차플린 엔터테인먼트 CEO 대표이사(겸직)
- 차플린 에이전테인먼트 CEO 대표이사(겸직)

## 출연작

### 연극
- 1994년 《봉이 김선달》 ... 북청 물장수 강 서방 역(단역)
- 2000년 《기해년 조선 선조 임금의 안위》 ... 오산 차천노 역(조연)
- 2000년 《이괄과 흥안군》 ... 동양위 신익성 역(단역)
- 2001년 《대원군》 ... 정지관 역(단역, 연출가 겸무)
- 2001년 《리어 왕》 ... 프랑스 군왕(브리튼 리어 왕의 셋째 사위) 역(단역, 연출가 겸무)
- 2001년 《오셀로》 ... 마이클 캐시오 장군 역(조연)
- 2002년 《햄릿》 ... 클로디어스 대왕(햄릿 왕자의 숙부) 역(주연, 연출가 겸무)
- 2002년 《맥베스》 ... 노섬브리안 서워드 장군 역(조연)

### 텔레비전 프로그램
- 1997년 MBC 문화방송 《테마게임》
- 1998년 MBC 문화방송 《휴먼 TV》
- 2000년 MBC 문화방송 《코미디닷컴》
- 2001년 MBC 문화방송 《코미디 하우스》
- 2001년 MBC 문화방송 《오늘 밤 좋은 밤》
- 2001년 KBS 한국방송공사 《개그콘서트》
- 2001년 SBS 서울방송 《한밤의 TV 연예》
- 2001년 SBS 서울방송 《도전! 1000곡》
- 2001년 MBC 문화방송 《섹션 TV 연예 통신》
- 2001년 iTV 경인방송 《으랏차차 아줌마》
- 2002년 EBS 한국교육방송공사 《딩동댕 유치원》
- 2003년 SBS 서울방송 《웃찾사》
- 2013년 OBS 경인방송 《독특한 연예 뉴스》
- 2013년 TvN 《현장 토크쇼 택시》

### 뮤지컬
- 2001년 《춘향이의 로맨스》 ... 이몽룡 역(주연)

### 영화
- 2002년 《피아노 치는 대통령》 ... 카페 주인 역(단역)
- 2007년 《더 게임》 ... 30대 남자 역(단역)
- 2017년 《심장박동조작극》철수역(조연)

### 텔레비전 드라마
- 2003년 KBS 한국방송공사 《그녀는 짱》
- 2012년 SBS 서울방송 《그대를 사랑합니다》

### 라디오 프로그램
- 2013년 TBN 교통방송 라디오 《TBN 주말특급》

## 수상 내역
- 1999년 제35회 백상예술대상 코미디언 신인연기상